# 모니카 유
모니카 유(Monica Yoo, 1938년 1월 24일~)는 대한민국의 여성 가수 겸 배우이고, 본명은 유인경(劉仁鏡)이다. 1956년, 주한 미8군 무대에서 가수 처음으로 데뷔하였고, 1960년에는 영화 《연연》의 주연으로 영화 배우에 입문하였다.

## 학력
- 경기여자고등학교

## 출연작
- 영화 : 1960년 《연연》